# Tetragonula pagdeni
Tetragonula pagdeni là một loài Hymenoptera trong họ Apidae. Loài này được Schwarz mô tả khoa học năm 1939.